# ランニングマン (ダンス)

ランニングマンダンス

ランニングマン（running man）は、ヒップホップ・ダンスの基本動作の一つ。立ち位置を変えずに、走っているような動きをするダンスである。MCハマー、ジャネット・ジャクソン、ファイブスター、セレーナ、ミリ・ヴァニリ、ヴァニラ・アイスなどのライブコンサートやミュージック・ビデオで披露されている。

## 歴史
ランニングマンは、最も有名なヒップホップ・ダンスの1つである。雑誌「エッセンス」によるとポーラ・アブドゥルがこのダンスを開発し、ジャネット・ジャクソンのアルバム「コントロール」（1986年発売）の振付師を担当していた時に彼女にこのダンスを教えた。アブドゥルは、1987年公開の映画「バトルランナー」（原題：The Running Man）の振付も担当した。ジャクソンは、1989年「リズム・ネイション」のミュージック・ビデオでこのダンスを披露し、ダンスの知名度を広げた。
他の情報源は、MCハマーがこのダンスを開発したという主張する。彼は1980年代が終わる前にダンスを自分のものにし、ハマーパンツを完成させた。ボビー・ブラウンは、彼の楽曲「Every Little Step」（1989年）のミュージック・ビデオでロジャー・ラビット・ダンス（「後ろ向き」のランニングマンに似ている）を披露している。
ランニングマンは、2000年代にミームの復活を遂げた。ブリトニー・スピアーズは、The M+M's Tourの中で敬意を示した。女優のスカーレット・ヨハンソンは、「Seventeen」とのインタビューで次のように語った。「私は素晴らしいランニングマンができますよ」。
2008年、イギリスのグループユタ・セインツは、1992年発売の「Something Good」を再リリースした。ミュージック・ビデオは1989年が舞台となっており、ランニングマンの流行がウェールズのカーディフから始まったことを示唆するというコミカルな内容になっている。ポップデュオLMFAOは、Billboardによって2011年の夏の曲に選ばれた「Party Rock Anthem」で、ランニングマンをメインストリームに戻した。